# Arlecchino vízibusz (Velence)
A velencei Arlecchino jelzésű vízibusz a Tronchetto megállótól induló belvárosi körjárat a Velencei karnevál idején. A viszonylatot az ACTV üzemelteti.

## Története
A járat évek óta ugyanazon a vonalon, a karnevál idején szolgálja ki az utazóközönséget. A járat rásegítő járatként közlekedik csak egy irányban, reggeltől kora délutánig.

## Megállóhelyei
| sz. | idő (perc) | megállóhely neve             | átszállási kapcsolatok                                                                            | látnivalók                                                                                        |
| --- | ---------- | ---------------------------- | ------------------------------------------------------------------------------------------------- | ------------------------------------------------------------------------------------------------- |
| 0   | 0          | Tronchetto                   | 2, N, Brighella, Pantallone, Carnevale all’Arsenale (CA)                                          |                                                                                                   |
| 1   | 2          | Tronchetto Mercato           | 2, N, Brighella, Pantallone                                                                       | – Piac                                                                                            |
| 2   | 10         | Piazzale Roma (Santa Chiara) | 1, 2, 3, 4.1, 4.2, 5.1, 5.2, 6, N, Brighella, Pantallone, mestrei buszok, People Mover di Venezia |                                                                                                   |
| 3   | 14         | Ferrovia (Scalzi)            | 1, 2, 3, 4.1, 4.2, 5.1, 5.2, N, Brighella, Pantallone, Olasz Államvasutak                         | – Scalzi                                                                                          |
| 4   | 23         | Rialto                       | 1, 2, N, Pantallone                                                                               | Rialto, Fondaco dei Tedeschi                                                                      |
| 5   | 31         | San Samuele                  | 2, N, Pantallone                                                                                  | San Samuele, Palazzo Grassi                                                                       |
| 6   | 33         | Accademia                    | 1, 2, N, Pantallone                                                                               | Accademia, Palazzo Contarini Zaffo, Palazzo degli Scrigni, Palazzo Cini, Palazzo Venier dei Leoni |
| 7   | 38         | San Marco Giardinetti        | 1, 2, 10, N, Pantallone                                                                           | Szent Márk tér, Dózsepalota, Harry's Bar, Palazzo Giustinian, Palazzo Tiepolo                     |
| 8   | 60         | Tronchetto                   | 2, N, Brighella, Pantallone, Carnevale all’Arsenale (CA)                                          |                                                                                                   |

Megjegyzés: A dőlttel szedett járatszámok időszakos (karneváli) járatokat jelölnek.